# Butjadinger Weg
Butjadinger Weg ist der Name eines regionalen Wanderwegs des Wiehengebirgsverbandes Weser-Ems. Der Weg ist 51 Kilometer lang und führt von Petershörn bei Dangast am Jadebusen zur Weserfähre Blexen.

## Streckenführung
Der Butjadinger Weg beginnt beim Dangaster Tief auf dem Deich in Petershörn. Nach überqueren des Dangaster Siel erreicht man das Nordseebad Dangast. Weiter innendeichs am Jadebusen entlang geht es über ein Schöpfwerk und die Schleuse beim Vareler Hafen und dem Mündungsschöpfwerk Wapelersiel bis auf die Höhe von Stollhamm, wo der Weg nach Osten abbiegt. Östlich der Ortschaft geht es weiter auf der zum Fahrradweg umgebauten Strecke der ehemaligen Butjadinger Bahn, die bis ins südliche Nordenham führt. Abbiegend Richtung Norden geht es teils an der Weser entlang zum Stadtteil Blexen, wo die Strecke bei der Weserfähre Bremerhaven–Nordenham endet.
Der Wanderweg ist flach und in 3 Tagesetappen gut zu bewältigen. Markiert ist der Weg mit einem weißen „B“ auf schwarzem Grund.

## Verbindungen mit anderen Wanderwegen
Der Butjadinger Weg ist Teilstück des Europäischen Küstenfernwanderweges E 9 von der iberischen Halbinsel bis Polen.
Am Startpunkt in Petershörn kreuzt der ebenfalls vom Wiehengebirgsverband betreute Jadeweg von Wilhelmshaven nach Wildeshausen die Strecke.